# Schachweltmeisterschaft 1886/Partien
Dieser Artikel listet sämtliche Partien der Schachweltmeisterschaft 1886 auf.
Wiedergabe und Kommentierung der Partien erfolgen in algebraischer Notation, wobei die tatsächlich geschehenen Züge in Fettdruck und Varianten in Normalschrift dargestellt werden. In der Tabelle wird die normale Punktewertung angenommen, also ein Punkt für einen Sieg und ein halber Punkt für ein Remis.
Die Angaben zum Bedenkzeitverbrauch sind dem Turnierbuch von Minckwitz (siehe #Literatur) entnommen.
|                            | 1 | 2 | 3 | 4 | 5 | 6 | 7 | 8 | 9 | 10 | 11 | 12 | 13 | 14 | 15 | 16 | 17 | 18 | 19 | 20 | Siege | Punkte |
| -------------------------- | - | - | - | - | - | - | - | - | - | -- | -- | -- | -- | -- | -- | -- | -- | -- | -- | -- | ----- | ------ |
| Wilhelm Steinitz           | 1 | 0 | 0 | 0 | 0 | 1 | 1 | ½ | 1 | ½  | 1  | 1  | 0  | ½  | ½  | 1  | ½  | 1  | 1  | 1  | 10    | 12½    |
| Johannes Hermann Zukertort | 0 | 1 | 1 | 1 | 1 | 0 | 0 | ½ | 0 | ½  | 0  | 0  | 1  | ½  | ½  | 0  | ½  | 0  | 0  | 0  | 5     | 7½     |

## 1. Partie
Johannes Hermann Zukertort – Wilhelm Steinitz
New York City, 11. Januar 1886
Damengambit, Slawische Verteidigung, D11
In der ersten Partie überspielte Steinitz seinen Gegner völlig. Zukertort bedurfte mitunter ein oder zwei Partien, um in gute Form zu kommen. 1. d4 d5 2. c4 c6 Ein ungewöhnlicher Zug, da normalerweise 2. … e6 gespielt wurde. Der Zug 2. … c7–c6 wurde von starken Spielern wie Daniel Harrwitz gespielt, jedoch in der Zeit vor der Schachweltmeisterschaft 1886 selten benutzt. 3. e3 Lf5 4. Sc3 e6 5. Sf3 Sd7 6. a3 Ld6 7. c5 Lc7 8. b4 e5 9. Le2 Sgf6 10. Lb2 e4 Kritiker hielten diesen Zug zunächst für ungünstig, da Weiß am Damenflügel rochieren und dann am Königsflügel einen Bauernangriff beginnen kann. Mit den folgenden Zügen beginnt Steinitz jedoch selbst einen Angriff. 11. Sd2 h5 12. h3 Sf8 13. a4 Sg6 14. b5 In Minckwitz' Turnierbuch und der Deutschen Schachzeitung werden dieser und der folgende Zug kritisiert und es wird gemutmaßt, dass Zukertort die schwarze Idee übersehen habe. Stattdessen wird 14. Sd2–b3 empfohlen, womit der weiße König dort ein Fluchtfeld erhält. 14. … Sh4 15. g3 Besser geschah 15. Le2–f1. 15. … Sg2+ Mit diesem Zug opferte Steinitz seinen Springer, da dieser kein Rückzugsfeld hat. Falls 14. Sd2–b3 statt 14. b4–b5 geschehen wäre, könnte nun der weiße König über d2 entkommen und so die schwarze Kombination widerlegen. 16. Kf1 Sxe3+ 17. fxe3 Lxg3 18. Kg2 Lc7 19. Dg1 Besser war 19. Df1. 19. … Th6 20. Kf1 Tg6 21. Df2 Dd7 22. bxc6 bxc6 23. Tg1 Lxh3+ 24. Ke1 Sg4 Das scheinbar stärkere 24. … Lg4 würde mit 25. Sb5 beantwortet. 25. Lxg4 Lxg4 26. Se2 De7 27. Sf4 Th6 Die Deutsche Schachzeitung erkennt hier eine schwarze Gewinnstellung. 28. Lc3 g5 29. Se2 Tf6 30. Dg2 Tf3 Schwarz hat nach Angaben des British Chess Magazine eine Gewinnstellung und verwertet diese in der Folge. 31. Sf1 Tb8 32. Kd2 f5 33. a5 Auf 33. Sh2 folgt 33. … Th3 34. Sxg4 hxg4 35. Th1 Dh7 36. Tag1 Kf7! und Schwarz gewinnt, da nach 37. Txh3 gxh3 der Bauer g5 unantastbar ist. 33. … f4 34. Th1 Df7 35. Te1 fxe3+ 36. Sxe3 Tf2 37. Dxf2 Dxf2 Nun ist 38. Thf1 Tb2+! 39. Lxb2 Lxa5+ hoffnungslos für Weiß. 38. Sxg4 Lf4+ 39. Kc2 hxg4 40. Ld2 e3 Eine letzte Falle: Nach 40. … Lxd2 41. Tef1 Dxe2? 42. Th8+ hat Weiß Dauerschach. 41. Lc1 Dg2 42. Kc3 Kd7 43. Th7+ Ke6 44. Th6+ Kf5 45. Lxe3 Lxe3 46. Tf1+ Lf4 (aber nicht 46. … Dxf1 47. Sg3+) und Weiß gab auf. 0:1 (Stand: Steinitz 1 : 0 Zukertort)
Nach 20 (Steinitz) bzw. 22 (Zukertort) Zügen hatten die Kontrahenten eine Stunde verbraucht und mit 32. … f5 33. a5 jeweils die zweite Stunde Bedenkzeit vollendet.

## 2. Partie
Wilhelm Steinitz – Johannes Hermann Zukertort
New York City, 13. Januar 1886
Schottisches Vierspringerspiel, C47
Durch ein nicht optimales Springermanöver in der Eröffnung gab Steinitz seinem Gegner die Initiative. Nach wechselhaftem Verlauf errang Zukertort den Sieg. 1. e4 e5 2. Sf3 Sc6 3. d4 exd4 4. Sxd4 Sf6 5. Sc3 Lb4 6. Sxc6 bxc6 7. Ld3 d5 8. exd5 cxd5 9. 0–0 0–0 10. Lg5 c6 11. Se2 Ld6 12. Sg3?! h6! Im rechten Moment, da der Läufer nun nicht nach h4 kann. 13. Ld2 Sg4! Nun wäre 14. h3? ein grober Fehler wegen 14. … Sxf2! 15. Kxf2 Dh4 16. Df3 f5 etc. 14. Le2 Dh4 15. Lxg4 Lxg4 16. Dc1 Le2 17. Te1 La6 18. Lc3 f5 19. Te6 Tad8 20. Dd2 d4 21. La5 Td7 22. Txd6 Txd6 23. Lb4 Df6 24. Td1 Td5 25. Lxf8 Dxf8 26. Sh5 De8 27. Sf4 Te5 28. h4 c5 29. h5 Te4 30. c3 Db8 31. g3 De5 32. Sg6 Hier konnte Weiß mit 32. f3! Ausgleich erzwingen. Dd6 33. Sf4 d3 Der vorgerückte Bauer übt starken Druck aus. 34. b3 c4 35. Tb1 Kh7 36. Kh2 Db6 37. Kg1 Lb7 38. Tb2? Danach steht Schwarz auf Gewinn, Tf1 war erforderlich. 38. … Dc6 39. f3 Dc5+?! Besser waren 39. … Db6+ oder Te7 mit Gewinnstellung. 40. Df2 Te1+ 41. Kh2? Ein schwerer Fehler, nach 41. Kg2 war noch nichts entschieden. Dxf2+ 42. Txf2 Lxf3! 43. g4 Le2 44. Sg2 d2 45. Se3 cxb3 46. axb3 Lxg4 0:1 (Stand: Steinitz 1 : 1 Zukertort)

## 3. Partie
Johannes Hermann Zukertort – Wilhelm Steinitz
New York City, 15. Januar 1886
Damengambit, Slawische Verteidigung, D10
Zukertort stieß verfrüht am Damenflügel vor, wonach Steinitz seine Bauernformation sprengte und deutliches Übergewicht erzielte. Durch einen Fehler im 25. Zug verlor Zukertort obendrein einen Bauern. Doch Steinitz ignorierte ein doch aufkommendes Gegenspiel von Zukertort am Königsflügel und gab ihm durch einen groben positionellen Fehler siegreichen Angriff. 1. d4 d5 2. c4 c6 3. e3 Lf5 4. a3 e6 5. c5?! a5 6. Db3 Dc7 7. Sc3 Sd7 8. Sa4 Sgf6 9. Se2 Le7 10. Sg3 Lg6 11. Ld2 0–0 12. Le2 Tfb8 13. 0–0 b6 14. cxb6 Sxb6 15. Sxb6 Txb6 16. Dc3 Db7 17. Ta2 Sd7 18. Ld1 c5 19. La4 c4 20. Dc1 Sf6 21. Lc3 Ld6 22. f3 Db8 23. f4 Ld3 24. Te1 h5 25. h4? Der Bauer ist nicht zu halten. Dd8 26. Ld1 g6 27. Dd2 Tbb8 28. Df2 Le7 29. Lf3 Se4 30. Lxe4 dxe4 31. Sh1 Lxh4 32. g3 Le7 33. Dd2 Dd5 34. Sf2 a4 35. Kg2 Tb3 36. Th1 Kg7 37. Taa1 Ld8 38. g4 hxg4 39. Sxg4 La5?? Dieser schwere Fehler kostet einen ganzen Punkt. Nach etwa Le7 stand Schwarz weiterhin auf Gewinn. 40. Th7+! Kf8 41. Th8+ Kg7 Sonst Figurenverlust am Damenflügel. 42. Th7+ Kf8 43. Df2 Jetzt ist Schwarz verloren. Ld8 44. Se5 Kg8 45. Tah1 Lf6 46. Txf7 Tf8 47. Txf6 1:0 (Stand: Steinitz 1 : 2 Zukertort)

## 4. Partie
|   | a | b | c | d | e | f | g | h |   |
| 8 |   |   |   |   |   |   |   |   | 8 |
| 7 |   |   |   |   |   |   |   |   | 7 |
| 6 |   |   |   |   |   |   |   |   | 6 |
| 5 |   |   |   |   |   |   |   |   | 5 |
| 4 |   |   |   |   |   |   |   |   | 4 |
| 3 |   |   |   |   |   |   |   |   | 3 |
| 2 |   |   |   |   |   |   |   |   | 2 |
| 1 |   |   |   |   |   |   |   |   | 1 |
|   | a | b | c | d | e | f | g | h |   |

Wilhelm Steinitz – Johannes Hermann Zukertort
New York City, 18. Januar 1886
Spanisch, Rio-de-Janeiro-Variante, C67
Steinitz stellte im 37. Zug durch eine grobe taktische Fehlkalkulation eine Figur ein. 1. e4 e5 2. Sf3 Sc6 3. Lb5 Sf6 4. 0–0 Sxe4 5. Te1 Sd6 6. Sxe5 Sxe5 7. Txe5+ Le7 8. Lf1 0–0 9. d4 Lf6 10. Te1 Te8 11. c3 Txe1 12. Dxe1 Sf5 13. Lf4 d6 14. Sd2 Le6 15. Ld3 Sh4 16. Se4 Sg6 17. Ld2 d5 18. Sc5 Lc8 19. De3 b6 20. Sb3 Dd6 21. De8+ Sf8 22. Te1 Lb7 23. De3 Se6 24. Df3 Td8 25. Df5 Sf8 26. Lf4 Dc6 27. Sd2 Lc8 28. Dh5 g6 29. De2 Se6 30. Lg3 Db7 31. Sf3 c5 32. dxc5 bxc5 33. Se5 c4 34. Lb1 Lg7 35. Td1 Ld7 36. Df3 Le8 37. Sxc4?? dxc4 38. Txd8 Sxd8 39. De2 Se6 0:1 (Stand: Steinitz 1 : 3 Zukertort)

## 5. Partie
Johannes Hermann Zukertort – Wilhelm Steinitz
New York City, 20. Januar 1886
Damengambit, Slawische Verteidigung, D10
1. d4 d5 2. c4 c6 3. Sc3 Sf6 4. e3 Lf5 5. cxd5 cxd5 6. Db3 Lc8 7. Sf3 Sc6 8. Se5 e6 9. Lb5 Dc7 10. Ld2 Ld6 11. f4 0–0 12. Tc1 Lxe5 13. fxe5 Se8 14. 0–0 f6 15. Ld3 Tf7 16. Dc2 f5 17. Se2 Ld7 18. Tf2 Tc8 19. Lc3 Db6 20. Dd2 Se7 21. Tcf1 Lb5 22. Lb1 Da6 23. g4 g6 24. h3 Tc7 25. Te1 Sg7 26. Sf4 Sc8 27. gxf5 gxf5 28. Tg2 Kh8 29. Kh2 Dc6 30. Teg1 Se7 31. Df2 De8 32. Txg7 1:0 (Stand: Steinitz 1 : 4 Zukertort)

## 6. Partie
Wilhelm Steinitz – Johannes Hermann Zukertort
St. Louis, 3. Februar 1886
Spanisch, Rio-de-Janeiro-Variante, C67
1. e4 e5 2. Sf3 Sc6 3. Lb5 Sf6 4. 0–0 Sxe4 5. Te1 Sd6 6. Sxe5 Sxe5 7. Txe5+ Le7 8. Sc3 0–0 9. Ld3 Lf6 10. Te3 g6 11. b3 Te8 12. Df3 Lg5 13. Txe8+ Sxe8 14. Lb2 c6 15. Se4 Le7 16. De3 d5 17. Dd4 f6 18. Sg3 Le6 19. Te1 Sg7 20. h4 Dd7 21. h5 Lf7 22. hxg6 Lxg6 23. De3 Kf7 24. Df4 Te8 25. Te3 Se6 26. Dg4 Sf8 27. Sf5 Lc5 28. Sh6+ Kg7 29. Sf5+ Kf7 30. Sh6+ Kg7 31. Sf5+ Kf7 32. Sh6+ Kg7 33. Sf5+ Kf7 34. Sh6+ Kg7 35. Lxg6 Dxg4 36. Sxg4 Txe3 37. fxe3 Kxg6 38. Sxf6 Lb4 39. d3 Se6 40. Kf2 h5 41. g4 h4 42. Sh5 Ld6 43. Kg2 c5 44. Lf6 Sg5 45. Lxg5 Kxg5 46. Kh3 Le5 47. Sf4 d4 48. Se6+ Kf6 49. exd4 cxd4 50. Sc5 Kg5 51. Sxb7 Kf4 52. Sa5 Lf6 53. Sc6 Ke3 54. Sxa7 Kd2 55. Sc6 Kxc2 56. a4 Kxd3 57. Sb4+ Ke2 58. a5 Le7 59. Sd5 Kf3 60. Sxe7 d3 61. Sd5 1:0 (Stand: Steinitz 2 : 4 Zukertort)

## 7. Partie
Johannes Hermann Zukertort – Wilhelm Steinitz
St. Louis, 5. Februar 1886
Damengambit, Verbesserte Tarrasch-Verteidigung, D40
1. d4 d5 2. c4 e6 3. Sc3 Sf6 4. e3 c5 5. Sf3 Sc6 6. a3 dxc4 7. Lxc4 cxd4 8. exd4 Le7 9. 0–0 0–0 10. Le3 Ld7 11. Dd3 Tc8 12. Tac1 Da5 13. La2 Tfd8 14. Tfe1 Le8 15. Lb1 g6 16. De2 Lf8 17. Ted1 Lg7 18. La2 Se7 19. Dd2 Da6 20. Lg5 Sf5 21. g4 Sxd4 22. Sxd4 e5 23. Sd5 Txc1 24. Dxc1 exd4 25. Txd4 Sxd5 26. Txd5 Txd5 27. Lxd5 De2 28. h3 h6 29. Lc4 Df3 30. De3 Dd1+ 31. Kh2 Lc6 32. Le7 Le5+ 33. f4 Lxf4+ 34. Dxf4 Dh1+ 35. Kg3 Dg1+ 0:1 (Stand: Steinitz 3 : 4 Zukertort)

## 8. Partie
Wilhelm Steinitz – Johannes Hermann Zukertort
St. Louis, 8. Februar 1886
Spanisch, Rio-de-Janeiro-Variante, C67
1. e4 e5 2. Sf3 Sc6 3. Lb5 Sf6 4. 0–0 Sxe4 5. Te1 Sd6 6. Sxe5 Le7 7. Ld3 0–0 8. Dh5 f5 9. Sc3 Sxe5 10. Txe5 g6 11. Df3 c6 12. b3 Sf7 13. Te2 d5 14. Lb2 Lf6 15. Tae1 Dd6 16. Te8 Ld7 17. Txa8 Txa8 18. Sd1 Sg5 19. De2 Te8 20. Df1 Lxb2 21. Txe8+ Lxe8 22. Sxb2 ½:½ (Stand: Steinitz 3,5 : 4,5 Zukertort)

## 9. Partie
Johannes Hermann Zukertort – Wilhelm Steinitz
St. Louis, 10. Februar 1886
Angenommenes Damengambit, D26
1. d4 d5 2. c4 e6 3. Sc3 Sf6 4. Sf3 dxc4 5. e3 c5 6. Lxc4 cxd4 7. exd4 Le7 8. 0–0 0–0 9. De2 Sbd7 10. Lb3 Sb6 11. Lf4 Sbd5 12. Lg3 Da5 13. Tac1 Ld7 14. Se5 Tfd8 15. Df3 Le8 16. Tfe1 Tac8 17. Lh4 Sxc3 18. bxc3 Dc7 19. Dd3 Sd5 20. Lxe7 Dxe7 21. Lxd5 Txd5 22. c4 Tdd8 23. Te3 Dd6 24. Td1 f6 25. Th3 h6 26. Sg4 Df4 27. Se3 La4 28. Tf3 Dd6 29. Td2 Lc6 30. Tg3 f5 31. Tg6 Le4 32. Db3 Kh7 33. c5 Txc5 34. Txe6 Tc1+ 35. Sd1 Df4 36. Db2 Tb1 37. Dc3 Tc8 38. Txe4 Dxe4 0:1 (Stand: Steinitz 4,5 : 4,5 Zukertort)

## 10. Partie
Wilhelm Steinitz – Johannes Hermann Zukertort
New Orleans, 26. Februar 1886
Spanisch, Rio-de-Janeiro-Variante, C67
1. e4 e5 2. Sf3 Sc6 3. Lb5 Sf6 4. 0–0 Sxe4 5. Te1 Sd6 6. Sxe5 Le7 7. Ld3 0–0 8. Sc3 Sxe5 9. Txe5 c6 10. b3 Te8 11. La3 Lf8 12. Te3 Txe3 13. fxe3 Se4 14. Lxf8 Sxc3 15. Dh5 g6 16. De5 Dxf8 17. Dxc3 Dg7 18. Dxg7+ Kxg7 19. e4 d6 20. Te1 Ld7 21. Kf2 Te8 ½:½ (Stand: Steinitz 5 : 5 Zukertort)

## 11. Partie
Johannes Hermann Zukertort – Wilhelm Steinitz
New Orleans, 1. März 1886
Vierspringerspiel, Symmetrie-Variante, C49
1. e4 e5 2. Sf3 Sc6 3. Sc3 Sf6 4. Lb5 Lb4 5. 0–0 0–0 6. Sd5 Sxd5 7. exd5 e4 8. dxc6 exf3 9. Dxf3 dxc6 10. Ld3 Ld6 11. b3 Dg5 12. Lb2 Dxd2 13. Lc1 Da5 14. Lf4 Le6 15. Tae1 Tfe8 16. Te3 Ld5 17. Lxh7+ Kxh7 18. Dh5+ Kg8 19. Th3 f6 20. Dh7+ Kf7 21. Dh5+ Kf8 22. Dh8+ Kf7 23. Dh5+ Kf8 24. Dh8+ Kf7 25. Dh5+ Kf8 26. Dh8+ Kf7 27. Dh5+ Kf8 28. Dh8+ Kf7 29. Dh5+ Kf8 30. Dh8+ Kf7 31. Dh5+ Ke7 32. Te3+ Kf8 33. Dh8+ Lg8 34. Lh6 Te7 35. Txe7 Kxe7 36. Lxg7 Df5 37. Te1+ Kf7 38. Lh6 Dh7 39. Dxh7+ Lxh7 40. c4 a5 41. Le3 c5 42. Td1 a4 0:1 (Stand: Steinitz 6 : 5 Zukertort)

## 12. Partie
Wilhelm Steinitz – Johannes Hermann Zukertort
New Orleans, 3. März 1886
Spanisch, Rio-de-Janeiro-Variante, C67
1. e4 e5 2. Sf3 Sc6 3. Lb5 Sf6 4. 0–0 Sxe4 5. Te1 Sd6 6. Sxe5 Le7 7. Lxc6 dxc6 8. De2 Le6 9. d3 Sf5 10. Sd2 0–0 11. c3 Te8 12. Se4 Dd5 13. Lf4 Tad8 14. d4 Sd6 15. Sc5 Lc8 16. Scd3 f6 17. Sb4 Db5 18. Dxb5 Sxb5 19. Sed3 Lf5 20. a4 Sd6 21. a5 Sb5 22. a6 Lxd3 23. Sxd3 b6 24. Te3 Kf7 25. Tae1 Td7 26. Sb4 g5 27. Lg3 f5 28. f4 c5 29. Sc6 cxd4 30. cxd4 Kf8 31. Te5 Sxd4 32. Sxd4 Txd4 33. Txf5+ Kg7 34. fxg5 Lc5 35. Txc5 Txe1+ 36. Lxe1 bxc5 37. Lc3 Kg6 38. Lxd4 cxd4 39. h4 Kf5 40. Kf2 Ke4 41. Ke2 c5 42. b3 Ke5 43. Kd3 Kf4 44. b4 1:0 (Stand: Steinitz 7 : 5 Zukertort)

## 13. Partie
Johannes Hermann Zukertort – Wilhelm Steinitz
New Orleans, 5. März 1886
Angenommenes Damengambit, D26
1. d4 d5 2. c4 e6 3. Sc3 Sf6 4. Lf4 c5 5. e3 cxd4 6. exd4 dxc4 7. Lxc4 Sc6 8. Sf3 Le7 9. 0–0 0–0 10. Te1 Ld7 11. De2 Da5 12. Sb5 a6 13. Lc7 b6 14. Sc3 Tfc8 15. Lf4 b5 16. Lb3 Db6 17. Ted1 Sa5 18. Lc2 Sc4 19. Ld3 Sd6 20. Se5 Le8 21. Lg5 Dd8 22. Df3 Ta7 23. Dh3 h6 24. Le3 Tac7 25. d5 b4 26. Se2 Sxd5 27. Lxa6 Ta8 28. Ld3 Lf6 29. Ld4 Sb5 30. Sf3 Sxd4 31. Sfxd4 Ta5 32. Df3 La4 33. Te1 Se7 34. De4 g6 35. b3 Le8 36. Lc4 Sf5 37. Sxe6 fxe6 38. Lxe6+ Kg7 39. Tad1 De7 40. Sf4 Te5 41. Db1 Txe1+ 42. Txe1 Lc3 43. Sd5 Dc5 44. Sxc7 Dxc7 45. Td1 Sd4 46. Lc4 Lc6 47. Dd3 La8 48. De3 Dd6 49. a3 Lc6 50. axb4 Df6 51. Kf1 Sb5 52. De6 Dxe6 53. Lxe6 Lxb4 54. Ld7 Sc3 55. Td4 Lxd7 56. Txd7+ Kf6 57. Td4 Le7 58. b4 Ke5 59. Tc4 Sb5 60. Tc6 Ld6 61. Tb6 Sd4 62. Tb7 g5 63. b5 Kd5 64. b6 Kc6 65. Th7 Kxb6 66. Txh6 Kc7 67. h4 gxh4 68. Txh4 Sf5 69. Th7+ Kd8 70. g4 Se7 71. Kg2 Ke8 72. Kf3 Lc5 73. Th5 Ld4 74. Kg3 Kf7 75. f4 Lc3 76. Tb5 Le1+ 77. Kf3 Lc3 78. g5 La1 79. Kg4 Lc3 80. f5 Ld4 81. Tb7 Lc3 82. Kh5 Ld4 83. Kh6 Lg7+ 84. Kh7 Le5 85. g6+ Kf8 86. Txe7 1:0 (Stand: Steinitz 7 : 6 Zukertort)

## 14. Partie
Wilhelm Steinitz – Johannes Hermann Zukertort
New Orleans, 12. März 1886
Spanisch, Rio-de-Janeiro-Variante, C67
1. e4 e5 2. Sf3 Sc6 3. Lb5 Sf6 4. 0–0 Sxe4 5. Te1 Sd6 6. Sxe5 Le7 7. Ld3 0–0 8. Sc3 Sxe5 9. Txe5 c6 10. b3 Se8 11. Lb2 d5 12. Df3 Lf6 13. Te2 Sc7 14. La3 Te8 15. Tae1 Se6 16. Sa4 Ld7 17. Sc5 Sxc5 18. Txe8+ Lxe8 19. Lxc5 b6 20. La3 Ld7 21. Dg3 c5 22. c3 Le6 23. Lb2 Dd7 24. Lc2 Te8 25. h3 b5 26. d4 cxd4 27. cxd4 Tc8 28. Ld3 Lf5 29. Lxf5 Dxf5 30. Dg4 Dxg4 31. hxg4 h6 32. Te2 b4 33. g3 a5 34. Kf1 a4 35. bxa4 Ta8 36. Te1 Txa4 37. Ta1 Kf8 38. Ke2 Ke7 39. Kd3 Ta6 40. a3 bxa3 41. Txa3 Txa3+ 42. Lxa3+ Kd7 43. Lf8 Ke8 44. Ld6 g6 45. Le5 Ld8 46. Lg7 h5 47. gxh5 gxh5 48. Le5 Kd7 ½:½ (Stand: Steinitz 7,5 : 6,5 Zukertort)

## 15. Partie
Johannes Hermann Zukertort – Wilhelm Steinitz
New Orleans, 15. März 1886
Abgelehntes Damengambit, Canal-Prins-Gambit, D50
1. d4 d5 2. c4 e6 3. Sc3 Sf6 4. Lg5 c5 5. cxd5 exd5 6. Lxf6 gxf6 7. e3 Le6 8. Db3 Dd7 9. Lb5 Sc6 10. e4 0–0–0 11. exd5 Lxd5 12. Sxd5 Dxd5 13. Dxd5 Txd5 14. Lxc6 bxc6 15. dxc5 Lxc5 16. Sf3 Te8+ 17. Kf1 Lb6 18. g3 Tf5 19. Kg2 Te2 20. Thf1 Txb2 21. a4 Tc5 22. Sg1 Ta5 23. Ta3 Kb7 24. Sh3 Ld4 25. Te1 Te5 26. Td1 c5 27. Tf3 Tee2 28. Tf1 Tb6 29. Sf4 Ta2 30. Sd5 Te6 31. Sf4 Td6 32. Tb1+ Kc6 33. Tb8 Txa4 34. Th8 Ta2 35. Txh7 a5 36. Txf7 a4 37. h4 Td7 38. Txd7 Kxd7 39. h5 Ke7 40. h6 Kf7 41. h7 Kg7 42. Se6+ Kxh7 43. Sxd4 cxd4 44. Td3 Tb2 45. Txd4 a3 46. Ta4 a2 47. g4 Kg6 48. Kg3 Kf7 49. f4 ½:½ (Stand: Steinitz 8 : 7 Zukertort)

## 16. Partie
Wilhelm Steinitz – Johannes Hermann Zukertort
New Orleans, 17. März 1886
Spanische Partie, Berliner Verteidigung, C65
1. e4 e5 2. Sf3 Sc6 3. Lb5 Sf6 4. d3 d6 5. c3 g6 6. d4 Ld7 7. Sbd2 Lg7 8. dxe5 Sxe5 9. Sxe5 dxe5 10. De2 0–0 11. Ld3 De7 12. f3 Lc6 13. Sb3 a5 14. Le3 Sd7 15. h4 a4 16. Sd2 h6 17. h5 g5 18. Sf1 Sc5 19. Lc2 Tfd8 20. Sg3 Ld7 21. 0–0–0 c6 22. Td2 Le6 23. Sf5 Lxf5 24. exf5 Txd2 25. Dxd2 Sd7 26. g4 Sf6 27. Le4 Td8 28. Dc2 Sd5 29. Lf2 b5 30. a3 Lf8 31. Td1 Db7 32. c4 bxc4 33. Dxc4 Tb8 34. Td2 Sb6 35. Dc3 Sd5 36. Dc4 Sb6 37. Dd3 Le7 38. Tc2 Sd5 39. Dc4 Lxa3 40. bxa3 Db1+ 41. Kd2 Td8 42. Lxd5 Txd5+ 43. Ke3 Tb5 44. Dxc6 Tb3+ 45. Ke2 Kh7 46. f6 Tb2 47. Txb2 Dxb2+ 48. Kf1 Dxa3 49. De8 1:0 (Stand: Steinitz 9 : 7 Zukertort)

## 17. Partie
Johannes Hermann Zukertort – Wilhelm Steinitz
New Orleans, 19. März 1886
Abgelehntes Damengambit, D60
1. d4 d5 2. c4 e6 3. Sc3 Sf6 4. Lg5 Le7 5. Sf3 0–0 6. e3 dxc4 7. Lxc4 Sbd7 8. 0–0 c5 9. De2 h6 10. Lh4 Sb6 11. dxc5 Lxc5 12. Tfd1 Sbd7 13. e4 Le7 14. e5 Se8 15. Lg3 Db6 16. a3 a5 17. Tac1 Sc5 18. Lf4 Ld7 19. Le3 Lc6 20. Sd4 Td8 21. Sdb5 Txd1+ 22. Txd1 Lxb5 23. Sxb5 Dc6 24. b4 axb4 25. axb4 Sd7 26. Sd4 De4 27. Sxe6 Sxe5 28. Sxf8 Sxc4 29. Sd7 Lxb4 30. Dd3 Dg4 31. h3 De6 32. Tb1 Sxe3 33. Dxe3 Dxd7 34. Txb4 Dd1+ 35. Kh2 Dd6+ 36. Df4 Kf8 37. Dxd6+ Sxd6 38. Kg3 Ke7 39. Kf4 Ke6 40. h4 Kd5 41. g4 b5 42. Tb1 Kc5 43. Tc1+ Kd5 44. Ke3 Sc4+ 45. Ke2 b4 46. Tb1 Kc5 47. f4 Sa3 48. Tc1+ Kd4 49. Tc7 b3 50. Tb7 Kc3 51. Tc7+ Kd4 52. Tb7 Kc3 ½:½ (Stand: Steinitz 9,5 : 7,5 Zukertort)

## 18. Partie
Wilhelm Steinitz – Johannes Hermann Zukertort
New Orleans, 22. März 1886
Spanische Partie, Berliner Verteidigung, C65
1. e4 e5 2. Sf3 Sc6 3. Lb5 Sf6 4. d3 d6 5. c3 g6 6. d4 Ld7 7. Sbd2 Lg7 8. dxe5 Sxe5 9. Sxe5 dxe5 10. De2 0–0 11. f3 a5 12. Ld3 De7 13. Sf1 Le6 14. g4 Tfd8 15. h4 Dd7 16. Lc2 h5 17. g5 Se8 18. Se3 Dc6 19. c4 Sd6 20. Ld3 Tab8 21. Sd5 Lxd5 22. cxd5 Dd7 23. Ld2 Ta8 24. Tc1 c6 25. Tc5 cxd5 26. Txd5 Da4 27. a3 b6 28. Lc3 De8 29. Df2 Sc8 30. Lb5 De7 31. Txd8+ Dxd8 32. 0–0 Sa7 33. Lc4 Sc6 34. Ld5 Tc8 35. f4 Dd7 36. f5 Se7 37. La2 gxf5 38. exf5 Lf8 39. Df3 e4 40. Dxh5 1:0 (Stand: Steinitz 10,5 : 7,5 Zukertort)

## 19. Partie
Johannes Hermann Zukertort – Wilhelm Steinitz
New Orleans, 24. März 1886
Abgelehntes Damengambit, D53
Die 19. Partie war die bis dahin kürzeste aller entschiedenen Partien. 1. d4 d5 2. c4 e6 3. Sc3 Sf6 4. Lg5 Le7 5. Sf3 0–0 6. c5? Diese Abweichung von den üblichen Pfaden, um am Damenflügel Raum zu gewinnen, ist ein Fehler; der Normalzug ist 6. e3. b6 7. b4 bxc5 8. dxc5 a5 9. a3 d4! Bereits der Gewinnzug. Weiß kann nicht auf d4 nehmen, weil axb4 verheerend wäre. 10. Lxf6 gxf6 11. Sa4 e5 Das schwarze Bauernzentrum verheißt den Sieg. 12. b5 Le6 13. g3 c6 14. bxc6 Sxc6 15. Lg2 Tb8 16. Dc1 d3 17. e3 e4 18. Sd2 f5 19. 0–0 Te8! Ein laut Kommentaren „sehr tiefer“ und „moderner“ Zug. Er hält auf den weißen Versuch, das Zentrum zu sprengen, eine Gewinnkombination bereit. 20. f3 Sd4! 21. exd4 Dxd4+ 22. Kh1 e3 23. Sc3 Lf6 24. Sdb1 d2 25. Dc2 Lb3 26. Dxf5 d1D 27. Sxd1 Lxd1 28. Sc3 e2 29. Taxd1 Dxc3 0:1 (Stand: Steinitz 11,5 : 7,5 Zukertort)

## 20. Partie
|   | a | b | c | d | e | f | g | h |   |
| 8 |   |   |   |   |   |   |   |   | 8 |
| 7 |   |   |   |   |   |   |   |   | 7 |
| 6 |   |   |   |   |   |   |   |   | 6 |
| 5 |   |   |   |   |   |   |   |   | 5 |
| 4 |   |   |   |   |   |   |   |   | 4 |
| 3 |   |   |   |   |   |   |   |   | 3 |
| 2 |   |   |   |   |   |   |   |   | 2 |
| 1 |   |   |   |   |   |   |   |   | 1 |
|   | a | b | c | d | e | f | g | h |   |

Wilhelm Steinitz – Johannes Hermann Zukertort
New Orleans, 29. März 1886
Wiener Partie, Steinitz-Gambit, C25
In der 20. Partie spielte Steinitz sein berüchtigtes Steinitz-Gambit, das Weiß einen sofortigen Wanderkönig beschert. Zukertort spielte die Verwicklungen jedoch nicht in bester Weise und verlor nach einem groben Fehler im 15. Zug die Dame. Die Aufgabe im 19. Zug machte diese Partie zur kürzesten entschiedenen Partie einer Weltmeisterschaft. Diesen Status verlor sie erst durch die 8. Matchpartie der WM 2012, die nur 17 Züge dauerte. 1. e4 e5 2. Sc3 Sc6 3. f4 exf4 4. d4 d5 5. exd5 Dh4+ 6. Ke2 De7+ 7. Kf2 Dh4+ 8. g3 fxg3+ 9. Kg2 Sxd4 10. hxg3 Dg4 11. De1+ Le7 12. Ld3 Sf5 13. Sf3 Ld7 14. Lf4 f6 15. Se4 Sgh6?? 16. Lxh6 Sxh6 Nun entscheidet eine kleine Kombination mit Qualitätsopfer, Fesselung und Gabel. 17. Txh6 gxh6 18. Sxf6+ Kf7 19. Sxg4 1:0 (Stand: Steinitz 12,5 : 7,5 Zukertort)